# Bombtrack
 (février 2019).
Si vous disposez d'ouvrages ou d'articles de référence ou si vous connaissez des sites web de qualité traitant du thème abordé ici, merci de compléter l'article en donnant les références utiles à sa vérifiabilité et en les liant à la section « Notes et références ».
Singles de Rage Against the Machine
Killing in the Name
Bombtrack est une chanson du groupe de rap metal américain Rage Against the Machine. Elle ouvre leur premier album du même nom et est aussi le troisième single du groupe.
Cette chanson critique ouvertement la différence qu'il y a entre les pauvres et les riches et constituera par la suite l'un des sujets les plus utilisés dans les chansons du groupe[source secondaire souhaitée].
Quand Tom Morello a commencé à jouer le riff de guitare de début de la chanson, les autres membres du groupe (qui étaient les membres de l'ancien groupe de Morello, Lock Up) ont trouvé cet accord très « heavy » et puissant[source secondaire souhaitée]. 
Le groupe a tourné un clip pour la chanson qui dépeint un soutien pour le Sendero Luminoso et Abimael Guzman[source secondaire souhaitée]. Le clip se déroule en Amérique du Sud où les membres du groupe jouent dans une cage.
La pochette du single montre un portrait de Che Guevara.